# 池田健星
池田 健星（いけだ けんせい、1998年12月21日 - ）は、日本のウィンドサーフィン選手。
2017年神奈川県立逗子高等学校卒業。
2021年明治大学法学部卒業。
2023年現在三重県スポーツ協会所属。
マネジメントに、Boombox株式会社
スポンサーとして
・HELLY HANSEN Japan 
・株式会社ジェイ・ウィル・パートナーズ
・GoPro Japan
・MYSTIC Japan

## 来歴
2006年(8)に、KAYAで体験スクールを受けたのがきっかけでウィンドサーフィンを始める。
2009年(11)からコースレース（2021年東京オリンピックの種目であるRS:X）を始める。
その後、「ジュニア選手権」5連覇・「全日本高校生選手権」3連覇を達成する。
2014年(16)、「世界選手権U17クラス」で5位入賞。同年の「南京ユースオリンピック」でも7位入賞と国内だけでなく国外においても頭角を現す。
2016年(18)、ナショナルチーム入りを果たす。
2016年、「ISAF世界選手権 RS:X級」11位・2017年「アジア選手権 RS:X級」9位と着々と実力を積み上げていく。
2017年、明治大学法学部に入学。
2018年(20)、2020年東京オリンピックに向けての強化選手に選ばれる。
2019年、日本人2位として東京オリンピック代表補欠選手に選ばれる。
(東京オリンピック延期に伴い、パリオリンピックに専念するため補欠選手を辞退。）
2020年(22)、全日本選手権4位。明治大学主将として、学生インカレ個人戦・団体戦で優勝。
2021年(23) 、鎌倉カップコースレーシング第一戦　総合優勝。JWA JAPAN PROTOUR 2021-2022 FOILFORMURA第二戦　総合優勝。
2023年、杭州アジア競技大会 男子iQFOiL級に出場し、4位だった。
※（）内は年齢

## 人物
趣味はドライブ、好きな音楽はB’z、サザンオールスターズ、好きな漫画は『MAJOR』である。

## 主な成績
| 年月日                      | 出場大会                                                                                     | 結果                                                               |
| --------------------------- | -------------------------------------------------------------------------------------------- | ------------------------------------------------------------------ |
| 2019年4月                   | プリンセスソフィア杯(パルマ島)                                                               | 第13位                                                             |
| 2018年9月                   | ASAF 江ノ島オリンピックウィーク 2018                                                         | 第16位                                                             |
| 2017年11月                  | ASIAN WINDSURFING CHAMPIONSHIPS                                                              | 第7位                                                              |
| 2016年12月16日-20日         | 46TH AON YOUTH SAILING WORLD CHAMPIONSHIPS 2016 AUCKLAND, NEW ZEALAND                        | 第11位                                                             |
| 2016年3月18日-21日          | 2015年度 JWA全日本ユース選手権（第2回 全日本RS:X8.5高等学校選手権）                          | 優勝                                                               |
| 2015年7月                   | ASAF 江ノ島オリンピックウィーク2016 （2017年ナショナルチーム選考指定大会）                   | 第7位（日本人第2位） 2017年度JSAFナショナルチーム NF強化選手となる |
| 2015年12月27日-2016年1月3日 | 45TH ISAF YOUTH SAILING WORLD CHAMPIONSHIP , Langkawi, Malaysia FINAL RESULTS RSX BOYS CLASS | 第14位                                                             |
| 2014年12月26日-29日         | 2014 JWA全日本ユース選手権（第1回 全日本RS:X8.5高等学校選手権）                              | 優勝                                                               |
| 2014年7月19日-26日          | Techno 293 World Championship 2014, U 17 BOY GOLD Fleet                                      | 第5位                                                              |
| 2012年8月11日-18日          | 2012 TECHNO 293 WORLD CHAMPIONSHIPS, boys under 15 Gold Fleet                                | 第5位                                                              |